# Beatrice Armstrong
Beatrice Eileen Armstrong (Willesden, Londres, 11 de gener de 1894 – 12 de març de 1981) va ser una saltadora anglesa que va competir a començaments del segle xx.
El 1920 va prendre part en els Jocs Olímpics d'Anvers, on va disputar la prova de palanca des de 10 metres del programa de salts. En aquesta prova guanyà la medalla de plata en finalitzar rere Stefanie Clausen.
Quatre anys més tard, als Jocs de París, fou eliminada en la fase prèvia de la prova de palanca des de 10 metres del programa de salts.